# AZ Live
AZ Live es el primer álbum grabado en vivo del cantante cristiano Alex Zurdo, noveno de su carrera, lanzado el 12 de abril de 2016 por su sello AZ Music. El evento formaba parte de la gira de conciertos "De la A a la Z Tour", con el cual promocionaba su anterior álbum De la A a la Z y celebraba 10 años de carrera musical. El concierto que se utilizó para la grabación del álbum fue el de su presentación en su país natal, específicamente en el Coliseo de Puerto Rico José Miguel Agrelot.
El álbum tiene 17 temas en vivo y 4 inéditos, entre ellos, el sencillo «Te busco», que es actualmente la canción más popular de Alex en YouTube con más de 150 millones de reproducciones. Cuenta con la participación de Samuel Hernández, Nimsy López, Zammy Peterson, Funky y Unción Tropical, quienes le acompañaron en vivo durante la grabación del concierto.
El álbum fue nominado en los Premios Arpa 2017 en las categorías "Mejor álbum en vivo" y "Mejor álbum urbano".

## Promoción y lanzamiento
El álbum fue promocionado con el tema «Quédate callao» grabado en vivo, luego se lanzaron dos vídeos musicales de los temas inéditos del álbum: «Te busco» grabado en República Dominicana y «Dios está en el asunto».

### Vídeos musicales
| Título                   | Productor(s) | Fecha de lanzamiento | Visualizaciones |
| ------------------------ | ------------ | -------------------- | --------------- |
| «Te busco»               | Xerran       | 2 de junio de 2016   | <150.000.000    |
| «Dios está en el asunto» | Xerran       | 10 de agosto de 2016 | <7.000.000      |

## Lista de canciones
| N.º     | Título | Duración |  |
| 1.      | «Medley: Tengo victoria / What U gonna do? / Fue por mí / Me hizo libre (En vivo)»                           | 9:46     |  |
| 2.      | «No funciona (En vivo)»                                                                                      | 4:43     |  |
| 3.      | «Que espere (En vivo)»                                                                                       | 4:01     |  |
| 4.      | «¿Dónde estás? (En vivo)»                                                                                    | 5:59     |  |
| 5.      | «Quédate callao (En vivo)»                                                                                   | 5:50     |  |
| 6.      | «Cierra la puerta (En vivo)»                                                                                 | 4:50     |  |
| 7.      | «Más que un papel (En vivo)»                                                                                 | 3:32     |  |
| 8.      | «Mi bendición (En vivo) (con Funky)»                                                                         | 4:00     |  |
| 9.      | «El semáforo (En vivo)»                                                                                      | 4:49     |  |
| 10.     | «Te amo (En vivo) (con Zammy Peterson)»                                                                      | 5:07     |  |
| 11.     | «Yo creo (En vivo) (con Samuel Hernández)»                                                                   | 6:16     |  |
| 12.     | «Medley: Presión de grupo / Alguien me preguntó / Lo que consumo / Gloria al que vive / Vagabundo (En vivo)» | 11:59    |  |
| 13.     | «El Pastor (En vivo)»                                                                                        | 4:16     |  |
| 14.     | «Lo que pasó en la cruz (En vivo) (con Nimsy López)»                                                         | 6:49     |  |
| 15.     | «Nadie como tú (En vivo)»                                                                                    | 4:16     |  |
| 16.     | «Medley: El corazón / Vivo adorando / Me enamoré / Tu presencia / Desciende (En vivo) (con Unción Tropical)» | 10:31    |  |
| 17.     | «De fiesta (En vivo)»                                                                                        | 3:37     |  |
| 18.     | «Te busco»                                                                                                   | 3:36     |  |
| 19.     | «Dios está en el asunto»                                                                                     | 3:26     |  |
| 20.     | «Una foto al corazón»                                                                                        | 3:56     |  |
| 21.     | «Fácil llega, fácil se va»                                                                                   | 4:20     |  |
| 1:55:00 | |          |  |

## Premios y nominaciones
| Año  | Premio       | Categoría           | Trabajo nominado | Resultado |
| ---- | ------------ | ------------------- | ---------------- | --------- |
| 2017 | Premios Arpa | Mejor álbum urbano  | AZ Live          | Nominado  |
| 2017 | Premios Arpa | Mejor álbum en vivo | AZ Live          | Nominado  |